# Casa Cal Rojo
La Casa Cal Rojo és una obra de Ripoll (Ripollès) protegida com a bé cultural d'interès local.

## Descripció
L'edifici està format per baixos, dos pisos i altell. A la planta baixa hi ha una arcada, amb dovelles de pedra picada; el balcó del primer pis, d'època posterior a la construcció de la casa és damunt la part superior de l'arcada. Al primer pis hi ha tres obertures que donen a un únic balcó; dues de les obertures, amb brancals de pedra picada, eren originàriament finestres. L'obertura central fou oberta a posteriori de la construcció de la casa. Al xamfrà de la façana que dona a la plaça i al carrer que duu al carrer de Clavé hi ha pedres cantoneres. En el segon hi ha tres obertures una d'elles amb brancals de pedra picada, fou convertida en un balcó. Dues de les obertures no són originals. S'intueix la presència d'una finestra, també amb brancals de pedra, que està tapiada.

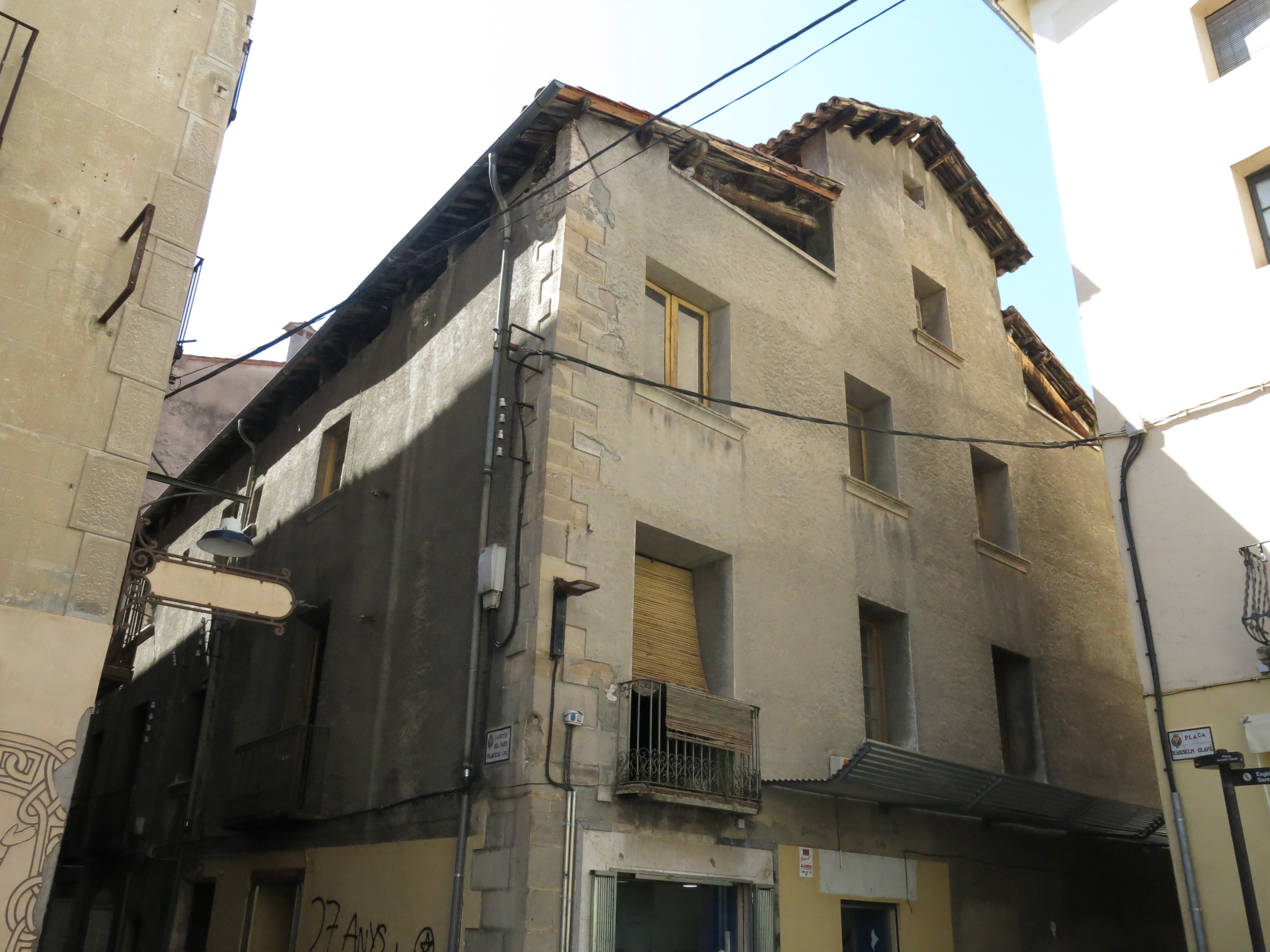
Façana de la plaça Anselm Clavé

La façana que dona a la plaça Anselm Clavé presenta a nivell superior dos nivells: un de central, amb coberta a dues vessants, i els laterals, amb teulada a una sola vessant.
La casa està ampliada lateralment per la banda que dona al carrer d'en Dama. L'accés als habitatges es fa pel carrer Pare Colí, un passadís dona a un celobert que fa les funcions d'espai distribuïdor. El paviment del passadís és fet amb lloses de pedra.